# Technische Universiteit Warschau

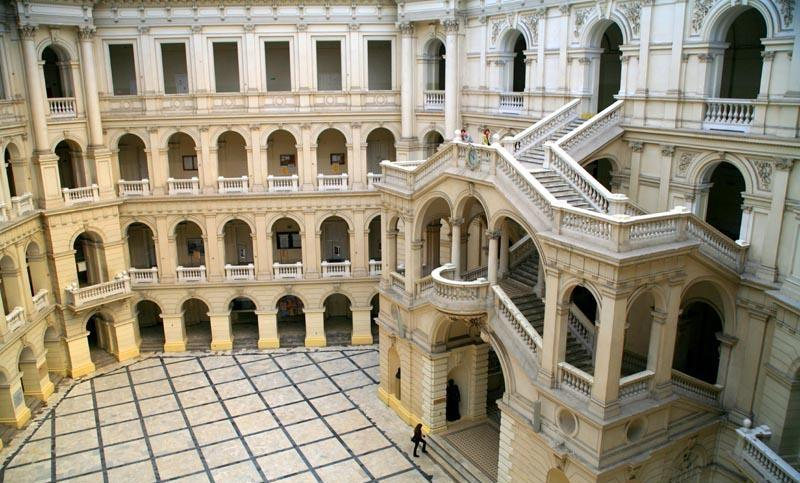
Binnenaanzicht van de grote aula

De Technische Universiteit Warschau (Pools: Politechnika Warszawska) is een universiteit in Warschau, Polen.
Tot de emeriti van deze universiteit behoren Michał Kalecki, Andrzej Munk en architect Stefan Kurylowicz.
De universiteit trad als tweede Poolse instelling toe tot het CESAER-universiteitsnetwerk, de Conference of European Schools for Advanced Engineering Education and Research, en is eveneens lid van de European University Association en de BEST.

## Geschiedenis
De basis van de Technische Universiteit van Warschau die zelf in 1915 werd opgericht en uitgroeide tot de grootste en oudste technische universiteit in Polen, dateert uit de vroege negentiende eeuw. In 1826 werd een voorbereidend schoolprogramma voor technische studies ingericht door Stanislaw Staszic, actief in het Comité van Religieuze Zaken en Openbare Verlichting, veelzijdig geleerde en activist voor het onderwijs. Reeds in 1831 werd de school evenwel een eerste maak tijdelijk gesloten in de repressie na het uitbreken van de Novemberopstand.
Aalborg ·
Aken ·
Barcelona ·
Belgrado · 
Berlijn · 
Boedapest · 
Boekarest · 
Braunschweig · 
Brno ·
Darmstadt ·
Delft ·
Dresden ·
Dublin ·
Enschede · 
Gdańsk · 
Gent ·
Glasgow · 
Göteborg ·
Graz ·
Grenoble ·
Guildford · 
Haifa ·
Hannover ·
Helsinki ·
Istanboel ·
Karlsruhe ·
Kaunas ·
Lausanne ·
Leuven ·
Lissabon ·
Lissabon NOVA ·
Louvain-la-Neuve ·
Lund · 
Lyon ·
Madrid ·
Milaan ·
Parijs-Saclay ·
Parijs ParisTech ·
Porto ·
Poznań ·
Praag ·
Riga ·
Sheffield · 
Stockholm ·
Stuttgart ·
Tallinn ·
Tomsk ·
Trondheim ·
Turijn ·
Valencia ·
Warschau ·
Wenen ·
Zürich